# Kribbenmos-associatie
De kribbenmos-associatie (Cinclidotetum fontinaloidis) is een associatie uit het kribbenmos-verbond (Cinclidotion).

## Naamgeving en codering
- Syntaxoncode voor Nederland (rVvN): r47Ca02

De wetenschappelijke naam Cinclidotetum is afgeleid van de botanische naam van het genus kribbenmos (Cinclidotus), waarvan verscheidene soorten diagnostisch voor de associatie zijn.

## Fysiognomie
De vegetatiestructuur van de kribbenmos-associatie wordt bepaald door een dominante moslaag waarin bladmossen op de voorgrond treden.

## Ecologie

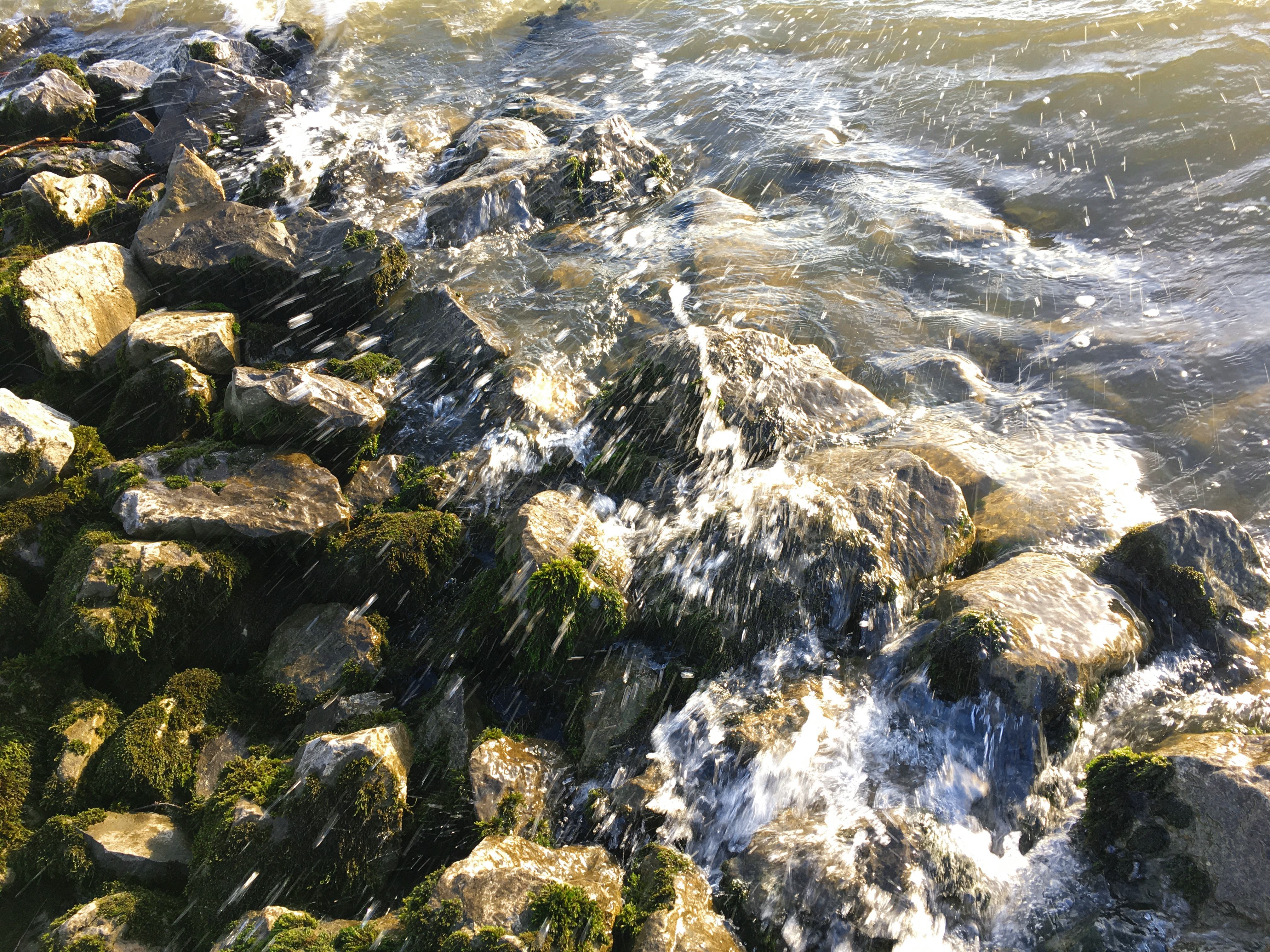
Als uitgesproken amfibische vegetatie kan de kribbenmos-associatie lange tijd onder water overleven.

De kribbenmos-associatie is een amfibisch vegetatietype dat op harde substraten groeit in en/of langs waterlopen. Het gaat hierbij om stromend, mesotroof tot eutroof zoetwater met een hoge pH. De overstromingsduur bedraagt gewoonlijk meerdere maanden in een jaar. Relatief vaak is de standplaats van de associatie min of meer onderhevig aan guanotrofie. De gemeenschap is niet veeleisend wat betreft de chemische samenstelling van het harde substraat; het groeit op allerlei typen waterbouwsteen en soms ook op houten beschoeiingen, boomvoeten en dikke boomwortels. De associatie treedt langs de grote rivieren doorgaans op als cultuurvolgende vegetatie die zeer sterk profiteert van antropogene landschapselementen in het rivierlandschap, zoals kribben.

## Subassociaties in Nederland
Van de kribbenmos-associatie zijn in Nederland twee subassociaties bekend: een subassociatie met diknerfkribbenmos en een subassociatie met uiterwaardmos.

### Subassociatie met diknerfkribbenmos
Een subassociatie met diknerfkribbenmos  (Cinclidotetum cinclidotetosum danubici) komt voor in het gradiënt tussen het niveau van de hoogste en laagste gemiddelde waterstand. De belangrijkste diagnostische mossentaxa voor deze subassociatie zijn diknerfkribbenmos (Cinclidotus danubicus) en langsteelkribbenmos (Cinclidotus riparius). De Nederlandse syntaxoncode voor deze subassociatie is r47Ca02a.

### Subassociatie met uiterwaardmos
Een subassociatie met uiterwaardmos (Cinclidotetum leskeetosum polycarpae) neemt van alle gemeenschappen uit de klasse van (spat)watergemeenschappen de hoogstgelegen en droogste plekken langs het water in. Uiterwaardmos (Leskea polycarpa) komt erg veel in deze subassociatie voor en treedt hier doorgaans aspectbepalend op. De belangrijkste differentiërende mossentaxa voor deze subassociatie zijn kribbenachterlichtmos (Schistidium platyphyllum), bros dubbeltandmos (Didymodon sinuosus), rivierdubbeltandmos (Didymodon nicholsonii) en de variëteit van riviermos Dialytrichia mucronata var. mucronata. De Nederlandse syntaxoncode voor deze subassociatie is r47Ca02b.

## Verspreiding
De kribbenmos-associatie is een zeer karakteristieke mossenvegetatie van de uiterwaarden in het Nederlandse rivierengebied. Daarbuiten komt de associatie bijna niet voor, ook niet in Vlaanderen. Voor Europa is Nederland een uiterst belangrijk kerngebied van de kribbenmos-associatie, waarvoor het land dan ook een grote verantwoordelijkheid draagt.

## Fotogalerij

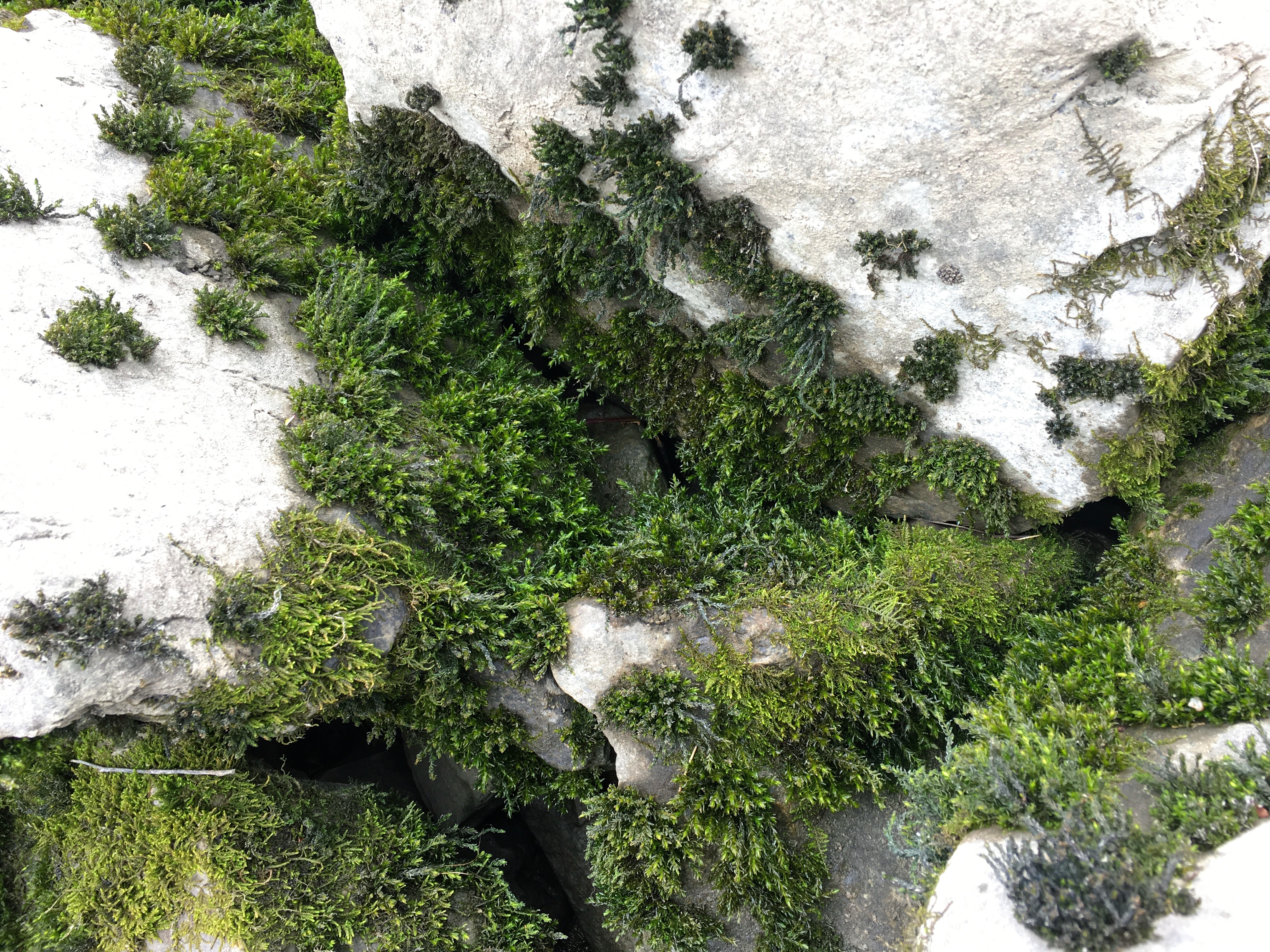
Close-up van de associatie